# Гололобый гульман
Гололобый гульман (лат. Trachypithecus hatinhensis) — вид приматов из семейства мартышковых. Обитает во Вьетнаме и Лаосе. Местные жители называют этого примата «конкун», что означает «чёрная обезьяна с длинным хвостом, живущая в горах».

## Классификация
Ранее считался подвидом тонкинского гульмана, однако в 1995 году был поднят до ранга вида.. Впрочем, некоторые приматологи всё ещё отказывают гололобому гульману в статусе вида. Некоторые генетические исследования указывают на то, что это подвид белолобого гульмана (Trachypithecus laotum). Кроме этого, некоторые эксперты считают вид Trachypithecus ebenus синонимом гололобого гульмана.

## Описание
Внешне напоминает близкородственный вид Trachypithecus francoisi (тонкинский гульман), однако белые полосы по бокам морды обычно длиннее, распространяются на затылок. Шерсть не такая чёрная как у тонкинского гульмана, имеет лёгкий буроватый оттенок.

## Распространение
Встречаются во вьетнамских провинциях Куангчи и Куангбинь, а также в восточной части лаосских провинций Кхаммуан и Саваннакхет.

## Поведение
Дневные древесные животные. Образуют группы численностью от 2 до 15 особей, иногда сбиваются в крупные группы до 30 особей. В группе обычно один самец, три или четыре самки и их потомство. Выраженного сезона размножения нет. В помёте один детёныш. Пик рождений приходится на лето и весну.

## Статус популяции
Международный союз охраны природы присвоил этому виду охранный статус «Вымирающий», поскольку по оценкам 2008 года популяция сократилась на 50 % за 36 лет (3 поколения). Основные угрозы популяции — охота и разрушение среды обитания.